# 세우회
세우회(稅友會)는 국세청 공무원의 생활안정과 복리증진을 도모하기 위해 설립된 국세청 공무원의 공제회 성격의 단체이다. 1966년 설립되었으며 서울특별시 영등포구 여의도동 10번지에 위치하고 있다.

## 주요 업무 및 사업
1. 상조금 수납업무
2. 퇴직부조금 지급업무
3. 융자업무
4. 임대사업
5. 기타

## 결산내역

### 재무제표
(단위: 억원)
| 구분 | 2017년 | 2018년 | 2019년 | 2020년 | 2021년 | 2022년 |
| ---- | ------ | ------ | ------ | ------ | ------ | ------ |
| 자산 | 1,476  | 1,499  | 1,501  | 1,540  | 1,510  | 1,468  |
| 부채 | 93     | 151    | 213    | 292    | 366    | 425    |
| 자본 | 1,383  | 1,348  | 1,288  | 1,248  | 998    | 1,043  |

### 수입지출 현황(2022년)
| 구분         | 수입액              | 지출액              | 차감금액  |
| ------------ | ------------------- | ------------------- | --------- |
| 수익사업     | 125억원(임대료등)   | 83억원(제비용)      | 42억원    |
| 고유목적사업 | 160억원(상조금수입) | 280억원(부조금지급) | (120억원) |
| 합계         | 285억원             | 363억원             | (78억원)  |

## 논란
현직 국세청 공무원들의 월급 일정 금액을 납부한 상조회비와 자체 사업을 바탕으로 조성한 기금으로 회원이 퇴직할 때 퇴직 부조금을 지급한다.
그러나 국회에서는 매년 국정감사 때마다 비영리 사단법인은 규정상 영리를 추구하지 않는 목적사업을 해야 하며, 발생한 수익을 사원 등에게 배분하지 않아야 하는데, 비영리 사단법인 세우회는 부동산 임대업 등 영리행위로 얻은 수익을 퇴직부조금 명의로 공무원들에게 배분, 부적절하다는 주장이 정치권에서 지속 제기돼 왔다.

## 같이 보기
- 행정공제회
- 한국교직원공제회
- 경찰공제회
- 군인공제회
- 관우회